# 梁文規
梁文规，字德仁，辽朝官员，祖籍定州。
梁文规寓居在燕台。天显年间，耶律德光率军至燕京，他去拜见，隶属于宫籍，授为幽州军都指挥。历事辽世宗、辽穆宗，升任为防御使。官至吏部尚书，以太子太保致仕。他有两个儿子，次子梁廷嗣。